# ニイタカ

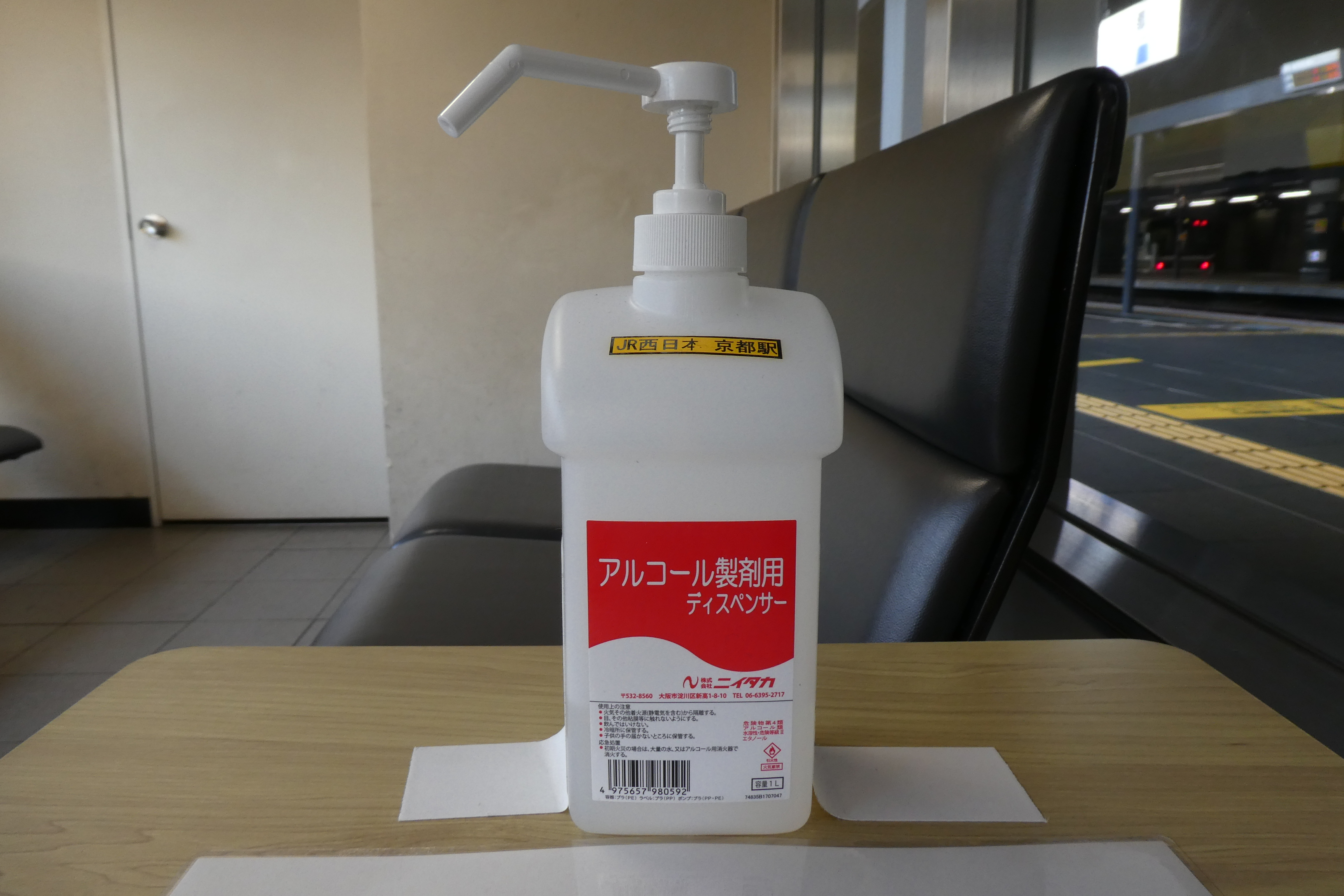
ニイタカが販売する消毒用アルコール。

株式会社ニイタカは、大阪府大阪市淀川区に本社を置く業務用洗剤・固形燃料などを製造する企業。
社名は所在地の地名から採用された。

## 沿革
出典：企業沿革
- 1963年 - 新高化学株式会社設立。
- 1964年 - 業務用液体中性洗剤「マイソフト」を開発。
- 1971年 - 新高化学工業株式会社に商号変更。
- 1972年 - 業務用固形燃料を開発。
- 1977年 - 業務用高濃度液体中性洗剤「サラセン」を開発。
- 1978年 - 塩素系漂白剤「ニイタカブリーチ」、強力アルカリ洗浄剤「ニューケミクール」を開発。
- 1982年 - アルミ箔付フィルム包装固形燃料「カエンニューエース」を開発。
- 2000年 - 子会社 株式会社日本自洗機メンテナンス協会を設立。
- 2001年 - 業務用食器洗浄機用洗浄剤「ジャストパック」を開発。
- 2002年 - 現在の商号に変更。
- 2003年 - 東京証券取引所2部に上場。
- 2008年 - パウチ包装の高濃度食器用洗剤「マイソフトコンク」を開発。
- 2009年 - パウチ包装の高濃度油落とし用洗浄剤「厨房コンククリーナー」を開発。
- 2011年 - 民事再生法適用を申請したユーホーケミカル株式会社の民事再生スポンサーとなり、子会社の株式会社ユーホーニイタカがユーホーケミカルの事業を譲受。
- 2015年 - 東京証券取引所1部に指定替え。
- 2017年 - スイショウ油化工業株式会社を子会社化。
- 2018年 - 中国上海市に尼多咖（上海）貿易有限公司を設立。
- 2019年 - 中国江蘇省に新高（江蘇）日用品有限公司を設立。
- 2019年 - 福建新拓高日用化学品有限公司の称号を新高（福建）日用品有限公司に変更。
- 2022年 - スイショウ油化工業株式会社が株式会社ユーホーニイタカを吸収合併し、商号をミッケル化学株式会社に変更。
- 2022年 - 東京証券取引所プライム市場に移行。
- 2023年 - 京葉糖蜜輸送株式会社を子会社化。
- 2023年 - 株式会社バイオバンクを子会社化。
- 2023年 - 東京証券取引所スタンダード市場へ市場変更。

## 事業所
- 本社 - 大阪府大阪市淀川区
- 東日本営業部 - 東京都江東区
- 札幌営業所 - 北海道札幌市中央区
- 仙台営業所 - 宮城県仙台市青葉区
- 名古屋営業所 - 愛知県名古屋市名東区
- 大阪営業所 - 大阪府大阪市淀川区
- 広島営業所 - 広島県広島市西区
- 福岡営業所 - 福岡県福岡市東区

### 工場
- つくば工場（茨城県龍ケ崎市） - 1989年建設。
- びわ湖工場（滋賀県犬上郡多賀町） - 1997年建設。